# Macken (musikalbum)
Macken är ett musikalbum från 1986 av och med Galenskaparna och After Shave, innehållande låtarna från TV-serien Macken. Albumet har givits ut på kassettband, LP- och CD-skiva. Det nådde som bäst femte plats på Sverigetopplistan.
Titelspåret "Macken" förekommer flera gånger på albumet och sjungs av olika artister. På singeln med samma namn återfinns dock endast Roys och Rogers version av låten.

## Låtlista
All musik och alla texter är skrivna av Claes Eriksson om inget annat anges.
1. "Macken" – (med Björn Skifs)
2. "Frottéfilten" (Musik: Jerry Samuels, Jim Lehner) - Knut
  - Originaltitel: "Let's Cuddle Up in My Security Blanket"
3. "Privat" (Musik: Knut Agnred) - Knut, Per
4. "Min bilreparatör" (Musik: Anders Eriksson) - Kerstin
5. "Macken" –  (med Susanne Alfvengren)
6. "Plocka upp efter dig" (Musik: Tom Waits) - Anders, Kerstin
  - Originaltitel: "Picking Up After You"
7. "Konfirmationspresenten" - Knut
8. "Macken" – (med Bobbysocks)
9. "Egentligen" - Jan (Peter, Per, Knut)
10. "Truckdriving Song" - Per
11. "Jag vet inte vad det ä'" - Kerstin
12. "Macken" –  (med Lasse Lönndahl)
13. "Husvagn" - Per (Kerstin)
14. "Romans nr 3 eller 12" - Knut
15. "I ditt bagage" - Knut, Per, Peter
16. "Macken" –  (med Nils Landgren)
17. "Det är vattenpumpen, Gerd" -Per
18. "Mitt liv tills idag" (Musik: Jule Styne – engelsk text: Stephen Sondheim) - Knut
  - Originaltitel: "Some People"
19. "Sevärdheter" - Peter, Kerstin (Claes, Knut, Per)
20. "Macken" –  (med Lill Lindfors)
21. "Har du gått din sista mil?" - Knut
22. "Raggarkungen" - Anders (Jan)
  - a) "Rock Around the Clock" (Musik: Max C. Freedman, James E. Myers)
  - b) "Heartbreak Hotel" (Musik: Mae Baron Axton, Tommy Durden, Elvis Presley)
  - c) "Teddy Bear" (Musik: Kal Mann, Bernie Lowe)
  - d) "Only You" (Musik: Buck Ram, Ande Rand)
  - e) "Blue Suede Shoes" (Musik: Carl Perkins)
23. "Macken" –  Instrumental
24. "Macken" –  (med Roy och Roger)  - Anders, Jan (Per, Peter, Knut)

- Arrangemang: Charles Falk.
- Tekniker: Michael Bergek, Gabor Pasztor.
- Musikproducenter: Charles Falk & Per Fritzell.
- Produktionsbolag: Kulturtuben, i samarbete med TV1 fiction.

## Medverkande
- Anders Eriksson (Roy)
- Jan Rippe (Roger)
- Peter Rangmar (Örjan mfl)
- Claes Eriksson (Rolf mfl)
- Per Fritzell (Milton mfl)
- Kerstin Granlund (Lisbeth mfl)
- Knut Agnred (Turbo Jr mfl)

## Musiker
- Charles Falk - kapellmästare och klaviatur
- Lars Moberg - gitarr
- Jan Gunér - bas
- Kjell Johansson - bas
- Måns Abrahamsson - trummor
- Lennart Grahn - trumpet
- Sven Fridolfsson - saxofon och flöjt
- Bengt Jönsson - trombon
- Arne Österlindh -  steelguitar
- Stefan Wågsjö - violin
- Bertil Lindh - stråkar
- Tord Svedlund - stråkar
- Bo Olsson - stråkar
- Urban Ward - stråkar

## Listplaceringar
| Lista (1986–87)             | Högsta placering |
| --------------------------- | ---------------- |
| Sverige (Sverigetopplistan) | 5                |